# فرانس إيميل سيلانبا
فرانس إيميل سيلانبا (بالفنلندية: Frans Eemil Sillanpää)(16 سبتمبر 1888 - 3 يونيو 1964) أحد أشهر أدباء فنلندا.

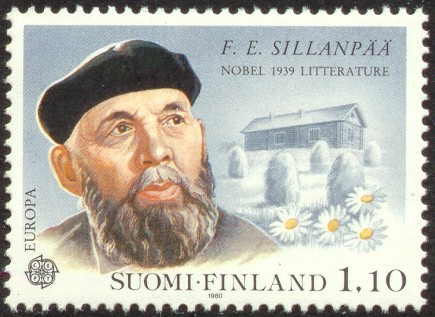
طابع بريد صدر في عام 1980 تكريما لسيلانبا.

ابن لوالدين مزارعين من غرب فنلندا. في سنة 1908 بدأ تعليمه العالي في العلوم الطبيعية لكنه انصرف عنها سنة 1913. تحصل على جائزة نوبل للأدب لسنة 1939 حيث تحصل عليها حسب ما جاء في موقع جائزة نوبل: «لفهمه العميق لفلاحة بلاده وللفن الرائع الذي وصف من خلاله طريقتهم في الحياة وعلاقتهم بالطبيعة».

## روابط خارجية
- فرانس إيميل سيلانبا على موقع IMDb (الإنجليزية)
- فرانس إيميل سيلانبا على موقع الموسوعة البريطانية (الإنجليزية)
- فرانس إيميل سيلانبا على موقع مونزينجر (الألمانية)
- فرانس إيميل سيلانبا على موقع ميوزك برينز (الإنجليزية)
- فرانس إيميل سيلانبا على موقع إن إن دي بي (الإنجليزية)
- فرانس إيميل سيلانبا على موقع ديسكوغز (الإنجليزية)
- فرانس إيميل سيلانبا على موقع قاعدة بيانات الفيلم (الإنجليزية)